# Sonning Common
Sonning Common – wieś w Anglii, w hrabstwie Oxfordshire, w dystrykcie South Oxfordshire. Leży 33 km na południowy wschód od Oksfordu i 59 km na zachód od Londynu. W 2001 miejscowość liczyła 3778 mieszkańców.